# Ollachea (distrito)
Ollachea é um distrito do Peru, departamento de Puno, localizada na província de Carabaya.

## Transporte
O distrito de Ollachea é servido pela seguinte rodovia:
- PE-34B, que liga o distrito de Juliaca à cidade de Ayapata[1][2][3]